# Esta navidad (álbum)
Esta Navidad es el álbum especial navideño de villancicos mexicano que fueron interpretados por múltiples artistas y grupos musicales de los años 80s, lanzado por la La Fraternidad en diciembre de 1987.
La idea surgió debido al gran éxito del disco anterior Eterna Navidad, con villancicos populares que fueron interpretados por los principales artistas y grupos musicales de éxito al momento de su grabación y que para este propósito exclusivamente se hicieron llamar La Hermandad. Para este disco, el productor Miguel Velasco fusionó dos disqueras, EMI y Melody (hoy Fonovisa).[cita requerida]
El especial de Navidad de este Álbum se realizó el 13 de diciembre de 1987 en el Programa Siempre en Domingo.
| Esta Navidad |                                                  |          |  |
| N.º          | Título                                           | Duración |  |
| 1.           | «Esta Navidad» (La Hermandad)                    | 3:45     |  |
| 2.           | «Ya Viene la Vieja» (Flans)                      | 3:07     |  |
| 3.           | «Melchor, Gaspar y Baltazar» (Manuel Mijares)    | 3:08     |  |
| 4.           | «Pastores Venid» (Amanda Miguel)                 | 3:16     |  |
| 5.           | «Rin Rin» (Sergio Fachelli)                      | 3:02     |  |
| 6.           | «En el Portal de Belén» (Sasha Sökol)            | 3:05     |  |
| 7.           | «Noche de Paz» (Daniela Romo)                    | 3:14     |  |
| 8.           | «¡Ay! Del Chiquirritin» (Timbiriche)             | 3:20     |  |
| 9.           | «Las Posadas» (Yuri)                             | 3:17     |  |
| 10.          | «25 de Diciembre, Navidad» (Guillermo Capetillo) | 2:29     |  |
| 11.          | «Dime Niño ¿De quién eres?» (Fandango)           | 3:40     |  |